# Centropyge debelius
Centropyge debelius là một loài cá biển thuộc chi Centropyge trong họ Cá bướm gai. Loài này được mô tả lần đầu tiên vào năm 1990.

## Từ nguyên
Từ định danh của loài được đặt theo tên của Helmut Debelius, nhà khoa học kiêm nhiếp ảnh gia dưới nước, người đã cho tác giả Pyle xem bức ảnh chụp dưới nước về loài cá thần tiên này, và Debelius cũng là người đầu tiên nhìn thấy mẫu định danh của loài.

## Phạm vi phân bố và môi trường sống
C. debelius được biết đến chủ yếu tại các đảo quốc trên Ấn Độ Dương, bao gồm Mauritius và Réunion, Aldabra (thuộc Seychelles), Mayotte và Tromelin.
C. debelius sống gần các rạn san hô viền bờ, đặc biệt là những khu vực có nhiều hang hốc và có sự phát triển phong phú của tảo, độ sâu khoảng từ 46 đến 90 m.

## Mô tả
C. debelius có chiều dài cơ thể tối đa được biết đến là 9 cm. C. debelius có kiểu hình rất giống với Centropyge interrupta và Centropyge nahackyi, hai loài có phạm vi ở Thái Bình Dương. Cơ thể của chúng có màu xanh lam tím, trừ phần mõm và ngực là màu vàng. Cuống đuôi và vây đuôi, cũng như vây bụng và vây ngực, đều màu vàng. Đầu chi chít những vệt đốm màu xanh lam. Vây lưng và vây hậu môn có dải viền màu xanh ánh kim và một dải màu cam gần rìa. Ngạnh trên nắp mang có màu lam nhạt.